# Kadir Hodžić
Kadir Hodžić (5 agosto 1994) è un calciatore svedese, difensore dell'Häcken.

## Carriera
È cresciuto nel settore giovanile dello Skene IF, piccolo club dell'omonimo centro abitato situato nella contea di Västra Götaland. Con la formazione bianconera ha disputato anche qualche partita in prima squadra nel campionato di Division 3, la quinta serie nazionale. Nel 2011 ha giocato per il Kinna IF in Division 2, mentre l'anno successivo è entrato a far parte delle formazioni Under-19 e Under-21 dell'Elfsborg. Con i gialloneri di Borås – la cui prima squadra nel frattempo ha vinto l'Allsvenskan 2012 laureandosi campione nazionale – Hodžić ha giocato solo a livello giovanile per due anni. Nel 2014 il giocatore ha fatto ritorno per un anno al Kinna IF, realizzando 4 gol in 20 partite del torneo di Division 3.
Hodžić ha iniziato la stagione 2015 al Motala nel girone nord della Division 1 (terza serie), tuttavia a campionato in corso è tornato a Borås transferendosi al Norrby, squadra anch'essa militante in Division 1 ma nel girone sud. Al termine della stagione 2016, il Norrby ha conquistato la promozione in Superettan, con Hodžić che ha giocato 25 partite tutte da titolare. All'esordio personale nel campionato cadetto, il giocatore ha totalizzato 28 presenze, saltando solo due partite per somma di ammonizioni.
Nel gennaio 2018, Hodžić è approdato all'AFC Eskilstuna con un contratto di tre anni. In campionato ha saltato solo una partita per somma di ammonizioni, e ha contribuito al raggiungimento della promozione della squadra arancione in Allsvenskan, concretizzatasi dopo la doppia sfida promozione contro il Brommapojkarna. Il 31 marzo 2019 ha potuto così disputare la sua prima partita nella massima serie svedese, in occasione della vittoria interna per 3-1 contro l'IFK Göteborg. A fine stagione, tuttavia, la squadra è scesa in Superettan e il giocatore si è svincolato in virtù di un'apposita clausola attivabile in caso di retrocessione.
Nel campionato di Superettan 2020 Hodžić ci è comunque sceso, ma indossando la maglia di un'altra squadra, il Dalkurd, con un contratto fino al termine della stagione siglato nel mese di marzo. Nell'agosto dello stesso anno è tornato a calcare i campi della massima serie con il trasferimento al neopromosso Mjällby, club con cui ha firmato fino al 31 luglio 2022. Tra la rimanente parte dell'Allsvenskan 2020 e l'Allsvenskan 2021, ha totalizzato 40 presenze, di cui 39 da titolare.
Nel febbraio 2022, prima dell'inizio della stagione, Hodžić è stato acquistato dall'Häcken con cui ha siglato un contratto triennale. Nell'Allsvenskan 2022 è sceso in campo solo in 8 partite di cui una da titolare, tuttavia la squadra ha chiuso la stagione vincendo uno storico titolo di campione di Svezia.

## Palmarès

### Club

#### Competizioni nazionali
- Campionato svedese: 1

Häcken: 2022
- Coppa di Svezia: 1

Häcken: 2022-2023